# Réformes Gabo

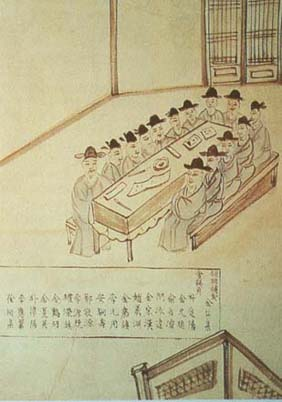
Officiers du Gungukgimucheo.

Les réformes Gapo ou réformes Gabo (RR : Gabo Gaehyeok, hanja : 甲午改革) est un ensemble de réformes effectuées du 27 juillet 1894 à février 1896 en Corée en réponse à la rébellion paysanne du Donghak, sous le règne du roi Kojong.
Elle abolit l'ancienne subdivision administrative qu'était le hyeon.
Le gouvernement japonais alors en train d'envahir la Chine, durant la première guerre sino-japonaise profite de la révolte pour imposer ses visions à la réforme et pour lutter contre l'influence de la Chine en Corée.

## Trois phases de réformes

### Première réforme
En octobre 1894 a lieu la première proposition de réforme présentée par l'ambassadeur du Japon, Otori Keisuke (大鳥圭介), qui a été précédemment refusée à la fois par la cour Joseon et la dynastie Qing sino-mandchoue. 
D'un point de vue social, la réforme abolit le système d'esclavage, met fin aux discriminations liées à la société de classes en abolissant les privilèges de la noblesse (Yangban), interdit les mariages de mineurs (en dessous de 20 ans pour les hommes et 16 ans pour les femmes), et autorise les veuves à se remarier.
La première phase dure de juillet 1894 à novembre 1894.

### Seconde réforme
La seconde réforme a lieu de décembre 1894 à juillet 1895 et modernise les administrations territoriales et le système judiciaire.
Le régiment pro-japonais Hullyeondae est créé le 12 février 1895 au sein de l'armée coréenne (en).
Le ministre japonais Miura Gorō fait assassiner la reine Min (connue ensuite sous le nom posthume d'impératrice Myeongseong) le 8 octobre 1895.
Après l'assassinat de la reine, un nouveau cabinet est mis en place, dirigé par Kim Hong-jip et Yu Kil-chun.
La seconde phase dure de novembre 1894 à mai 1895.

### Troisième réforme
La troisième réforme met en place le calendrier solaire et réorganise le système postal.
La troisième phase dure de mai 1895 à février 1896.